# Willie Walsh

Wappenschild von Bischof Willie Walsh

Willie Walsh (* 16. Januar 1935 in Roscrea, County Tipperary; † 19. Februar 2025 in Ennis) war ein irischer Geistlicher und römisch-katholischer Bischof von Killaloe.

## Leben
Nach seiner Schulzeit an der Corville National School in Roscrea und am St. Flannan's College in Ennis studierte Walsh am St. Patrick's College in Maynooth römisch-katholische Theologie. Danach studierte er am Pontificial Irish College in Rom. Am 21. Februar 1959 empfing er in der Lateranbasilika in Rom durch Kurienerzbischof Luigi Traglia die Priesterweihe. Nach seiner Priesterweihe studierte er Kanonisches Recht an der Päpstlichen Lateranuniversität in Rom und wurde 1962 in diesem Fach promoviert. Nach seiner Rückkehr aus Rom unterrichtete Walsh für ein Jahr am Coláiste Einde in Galway und danach von 1963 bis 1988 am St. Flannan's College in Ennis die Fächer Mathematik, Physik und Religion.
Papst Johannes Paul II. ernannte ihn am 21. Juni 1994 zum Koadjutorbischof von Killaloe. Noch vor der Bischofsweihe folgte er dem am 8. August desselben Jahres gestorbenen Michael Anthony Harty als Bischof von Killaloe nach. Am 2. Oktober 1994 spendete ihm der Erzbischof von Cashel und Emly, Dermot Clifford, die Bischofsweihe. Mitkonsekratoren waren der emeritierte Erzbischof von Tuam, Joseph Cassidy, und Fiachra Ó Ceallaigh OFM, Weihbischof in Dublin. Walsh regte Gespräche über die Themen Priesterweihe von Frauen und den Zölibat an.
Am 18. Mai 2010 nahm Papst Benedikt XVI. seinen altersbedingten Rücktritt an. Sein Nachfolger wurde Kieran O’Reilly.

## Schriften
- No Crusader, Columba Press 2016, ISBN 978-1782182535